# Građevinska kombinirka
Građevinska kombinirka  je samohodni radni stroj koji se sastoji od traktora s prednjom utovarnom košarom te stražnjim bagerskim krakom s manjom (najčešće dubinskom) lopatom. Mogućnost promjene alata na obje strane građevinskoj kombinirki daje obilježje univerzalnog radnog stroja. Postoje i manje građevinske kombinirke koje se često koriste u urbanome inženjerstvu i manjim građevinskim projektima, poput montaža cjevovoda u rovovima.

## Povijest
Građevinska kombinirka se prvi put pojavila u Velikoj Britaniji 1953. godine, osmislio ju je Joseph Cyril Bamford, koji je na običan traktor montirao sa stražnje strane bagerski krak s lopatom, a s prednje strane utovarnu košaru.